# Akklimatisation
Akklimatisation eller akklimatisering betegner de fysiologiske forandringer, der sker med en organisme, der udsættes for klimaforandring. Forandringerne kan skyldes artens udvandring til nye levesteder, eller de kan skyldes vedvarende ændringer udløst af naturkatastrofer. Der kan eksempelvis være tale om ændringer i højde (lufttryk), temperatur, fugtighed, solindstråling eller giftpåvirkninger. To forhold er afgørende for, om arten opnår en akklimatisation: Den tid, der er til rådighed, og artens nedarvede evne til at ændre sig, for det er afgørende, at individerne får tid nok til at iværksætte og gennemføre de nedarvede mønstre for fysiologiske og adfærdsmæssige omstillinger, der resulterer i en tilpasning.

## Tidsfaktoren
Selv de mest hårdføre og tilpasningsdygtige organismer har brug for en vis tid, så de kan nå at omstille alle de forhold, som er afgørende for en tilpasning til nye vilkår. Både fødesøgning, dag/nat-rytme, formering og adfærd ved livstruende tørke eller kulde må tilpasses. Det kræver nogle ændringer i adfærden, som kan ske forholdsvis hurtigt, men det kræver også ændringer i stofskiftet og den homøostatiske balance alt efter omgivelserne, og det tager tid, måske flere generationer

## Arvelig evne til akklimatisation
Der er store forskelle på organismernes evne til at tåle og indrette sig på ændrede klimaforhold. En del af dem er knyttet til livsstrategien.
- Generalister er ikke tilpasset bestemte nicher, dvs. de kan klare, at klimaforholdene bliver ændret både hastigt og grundlæggende.
- Opportunister er indrettet på at opsøge de mest gunstige livsbetingelser, og hvis sådan nogle findes under de ændrede vilkår, vil arten overleve.
- Specialister er tilpasset meget velafgrænsede nicher, og de vil komme ud for alvorlige problemer, hvis forholdene ændrer sig.

Man skal med andre ord ikke forvente, at arter fra gamle biotoper med stor biodiversitet har mange chancer for at akklimatisere sig efter voldsomme ændringer af deres miljø. Det er én af grundene til, at regnskovens planter og dyr forsvinder helt og ikke bare flytter, når regnskoven bliver fældet. Omvendt kan man forvente, at pionerarter har let ved at tilpasse sig nye forhold, – til tider alt for let. Her kan man tænke på arter som brun rotte, ferskenbladlus, Japan-Pileurt eller Kæmpe-Bjørneklo.

## Planter
Mange planter som f.eks. Lønnearter, Irisarter og Tomatplanter kan overleve frost, hvis temperaturen falder langsomt fra nat til nat over en periode af dage eller uger. Hvis det samme temperaturfald sker pludseligt, vil det derimod dræbe disse planter. Processen kaldes afhærdning, og den bygger på adskillige ændringer i planterne, herunder bl.a. en sænkning af vandindholdet og en forøgelse af sukkerindholdet, som bidrager til en sænkning af frysepunktet i cellevæsken.

## Dyr
Dyr akklimatiserer sig på mange måder. Mange fuglearter, visse fisk og mange hvaler vælger at trække over lange strækninger, så de kan finde frem til steder med en velegnet niche. Mange padder, krybdyr og en del pattedyr klarer vinter eller tørke ved at grave sig ned og  sænke stofskifte og åndedrætsrytme. Får og mange andre arter af pattedyr danner i stedet en tyk pels med et fint og isolerende lag af underuld. Det akklimatiserer dem til kolde, fugtige klimaforhold. Fisk er kun i stand til at tilpasse sig ændringer i vandets temperatur og saltindhold ganske langsomt. Tropiske fisk, som forhandles til akvariebrug, bliver ofte opbevaret og akklimatiseret i plastikposer.

## Akklimatisation hos mennesker
Hvis man bruger situationen i højtliggende bjergområder som eksempel, så kræver tilstanden dér først og fremmest tilpasning til det lave lufttryk, dvs. til iltmangel. Den menneskelige organisme er nødt til at indrette sig på disse vilkår, og gennem en kompliceret tilpasningsproces kan det faktisk lade sig gøre at afbalancere mangelsituationen. På grund af forskelle i cellernes iltbehov forløber tilpasninge forskelligt hos hver person, men de symptomer, der normalt kan ses ved lavt ilttryk, består af:
- Hyperventilation
- Kortåndethed
- Nedsat urinafgang
- Ændring i åndingen (Cheyne-Stokes respiration)
- Søvnforstyrrelser og sære drømme
- Ofte voldsom hovedpine

Tilpasningsprocessen foregår i flere trin, der tilsammen skaber en yderst kompleks og endnu ikke fuldt forstået ændring af organismen. Gennem forskellige tilpasningsfaser udlignes først det lave CO2-tryk ved forøget åndingstempo og hjerterytme. Derved opstår der en åndingsfremkaldt, basisk reaktion i blodet, som kroppen søger at udligne. Desuden bliver iltudvekslingen mellem alveoler og lungernes blodårer forøget. I blodet skaber de basiske forhold en øget iltbinding i hæmoglobinet, og det udløser dernæst en kraftig stigning i hæmatokritforholdene. Det betyder, at blodet bliver mere tyktflydende, hvad der kan fremkalde blodpropper. Kroppen kan dog kun tilpasse sig forholdene op til 5.500 højde over havet. I større højder vil der i stedet ske en langsom nedbrydning af alle kropsfunktioner.
Kendetegnene på en vellykket akklimatisation til store højder er:
- Hvilepulsen når ned på det normale niveau
- Øget udholdenhed baseret på træning
- Dybere ånding i hvile og under belastning
- Øget urinafgang